# ديفيد ماكدونل
ديفيد ماكدونل (بالإنجليزية: David (Dave) McDonnell)‏ هو لاعب سنوكر أيرلندي، ولد في 11 أكتوبر 1971.

## روابط خارجية
- ديفيد ماكدونل على موقع CueTracker.net (الإنجليزية)